# Antonio Maria Salviati
Antonio Maria Salviati, även Antonmaria Salviati, född 21 januari 1537 i Florens, död 16 april 1602 i Rom, var en italiensk kardinal. 

## Biografi
Antonio Maria Salviati var son till Lorenzo Salviati och Costanza Conti. Han utnämndes i augusti 1561 till biskop av Saint-Papoul. Han deltog i Tridentinska mötet åren 1561–1562. Mellan 1572 och 1578 var Salviati påvlig nuntie i Frankrike.
Den 12 december 1583 upphöjde påve Gregorius XIII Salviati till kardinaldiakon; i januari året därpå erhöll han Santa Maria in Aquiro som titeldiakonia. År 1587 blev han kardinalpräst med Santa Maria della Pace som titelkyrka. Salviati deltog i fem konklaver: 1585, september 1590, oktober–december 1590, 1591 samt 1592.
Salviati var beskyddare för Arcispedale di San Giacomo degli Incurabili, ett sjukhus med anor från senmedeltiden. På initiativ av Salviati byggde arkitekten Francesco da Volterra om den närbelägna kyrkan San Giacomo in Augusta. Salviati avled i Rom 1602 och är begravd i kyrkans kor.

## Bilder

Kardinal Salviatis titeldiakonia och titelkyrkor
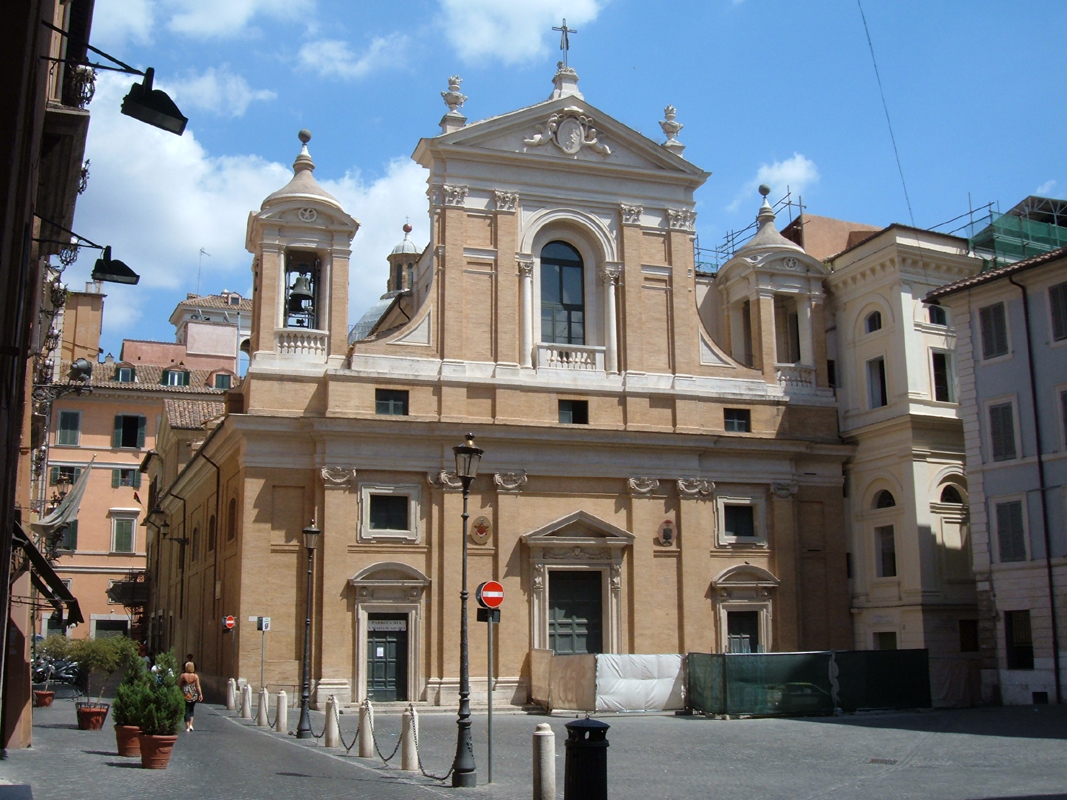
Santa Maria in Aquiro.
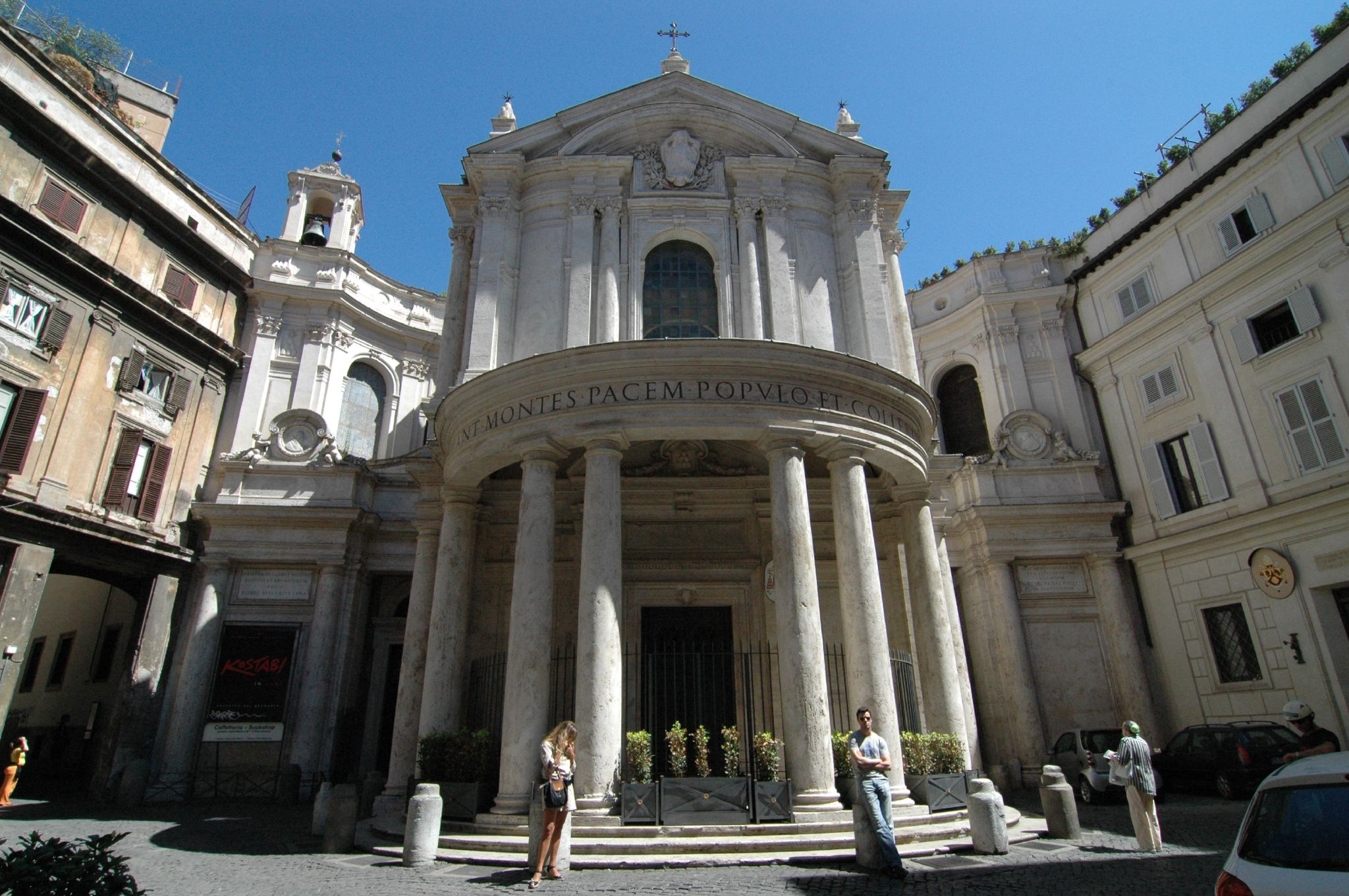
Santa Maria della Pace.
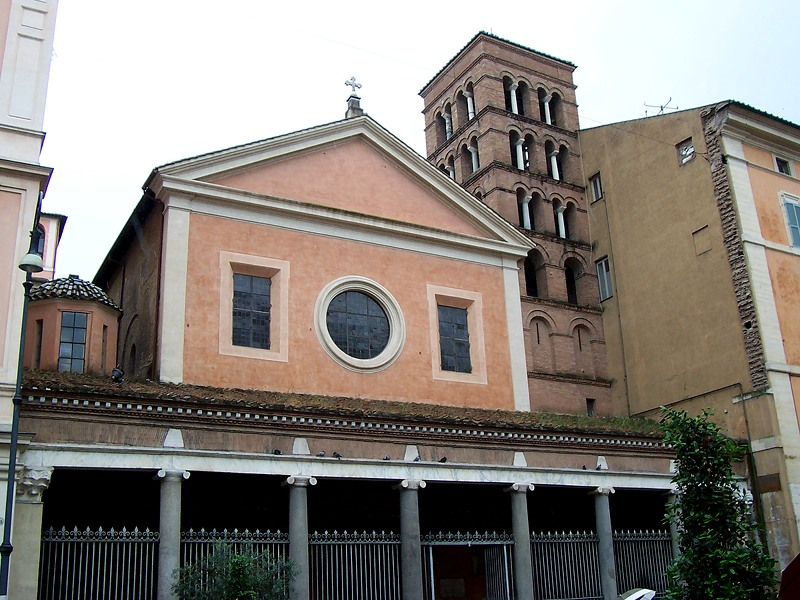
San Lorenzo in Lucina.
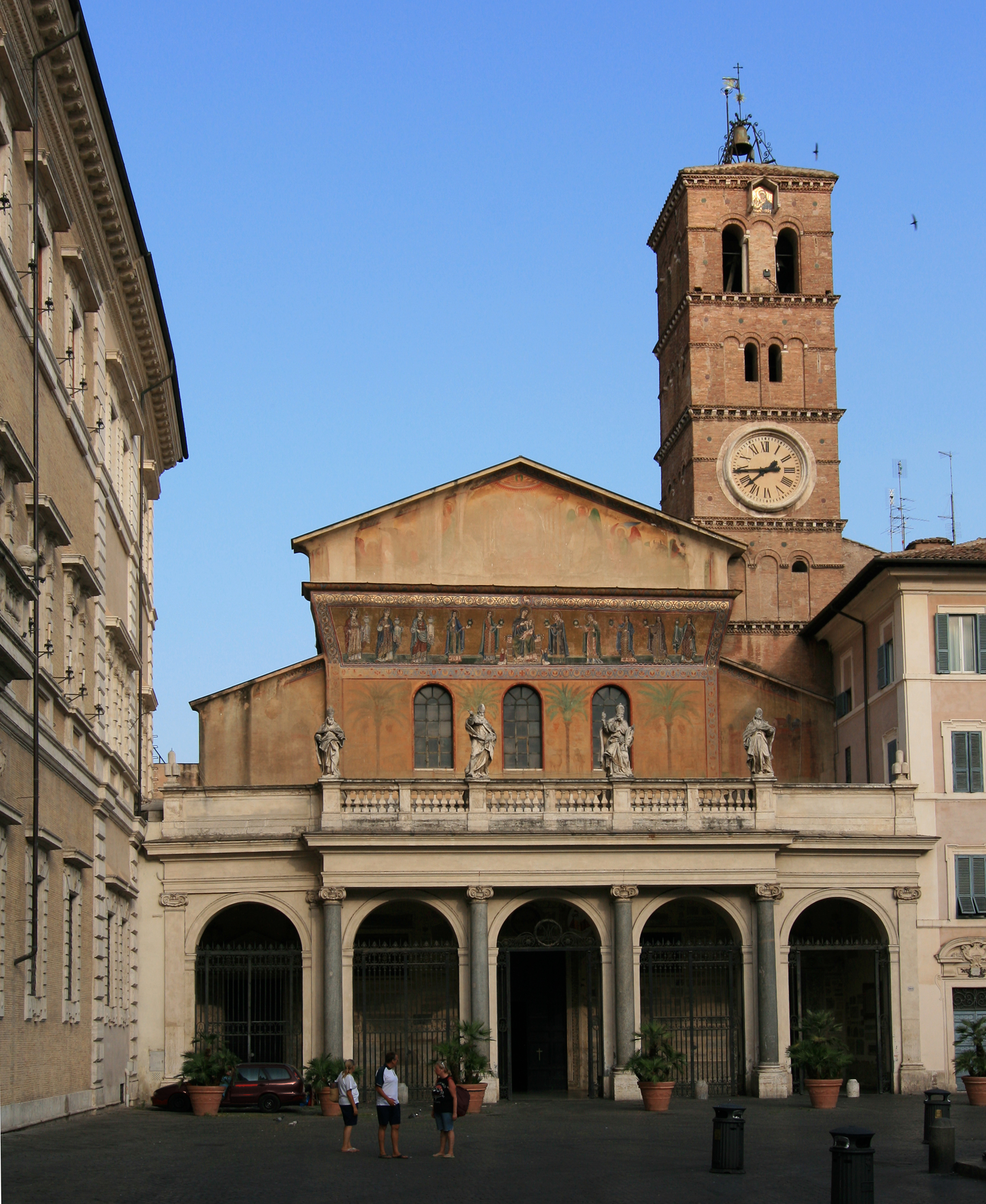
Santa Maria in Trastevere.